# Маттиас Йохумссон
Ма́ттиас Йо́хумссон (исл. Matthías Jochumsson; 1835—1920) — исландский поэт, драматург и переводчик.

## Биография и творчество
Родился и вырос в Скоугаре, в бедной семье, получил теологическое образование в континентальной Европе. Работал редактором газеты. Сочинял в различных жанрах — от псалмов до юмористических стихотворений. В 1861 году дебютировал как драматург, опубликовав пьесу «Отверженные» — первую романтическую пьесу в истории исландской литературы. В 1874 году написал «Гимн тысячелетию Исландии», который был положен на музыку Свейнбьёрном Свейнбьёрнссоном и стал государственным гимном. С 1900 года получал от исландского правительства пенсию за литературную деятельность. Перевел на исландский язык произведения Шекспира, Байрона («Манфред»), Тегнера («Сага о Фритьофе»).

## Основные издания произведений на исландском языке
- «Стихи» (1884)
- Собрание сочинений в пяти томах (1902—1906)
- «Избранное» (1905)

## Публикации произведений на русском языке
- Европейская поэзия XIX века: Сб. / Вступ. статья С. Небольсина. — М.: Художественная литература, 1977. — («Библиотека всемирной литературы». Т. 85). — С. 420—422.